# Mille Miglia
Mille Miglia är en klassisk biltävling som kördes på landsvägar i norra Italien. 

## Historia

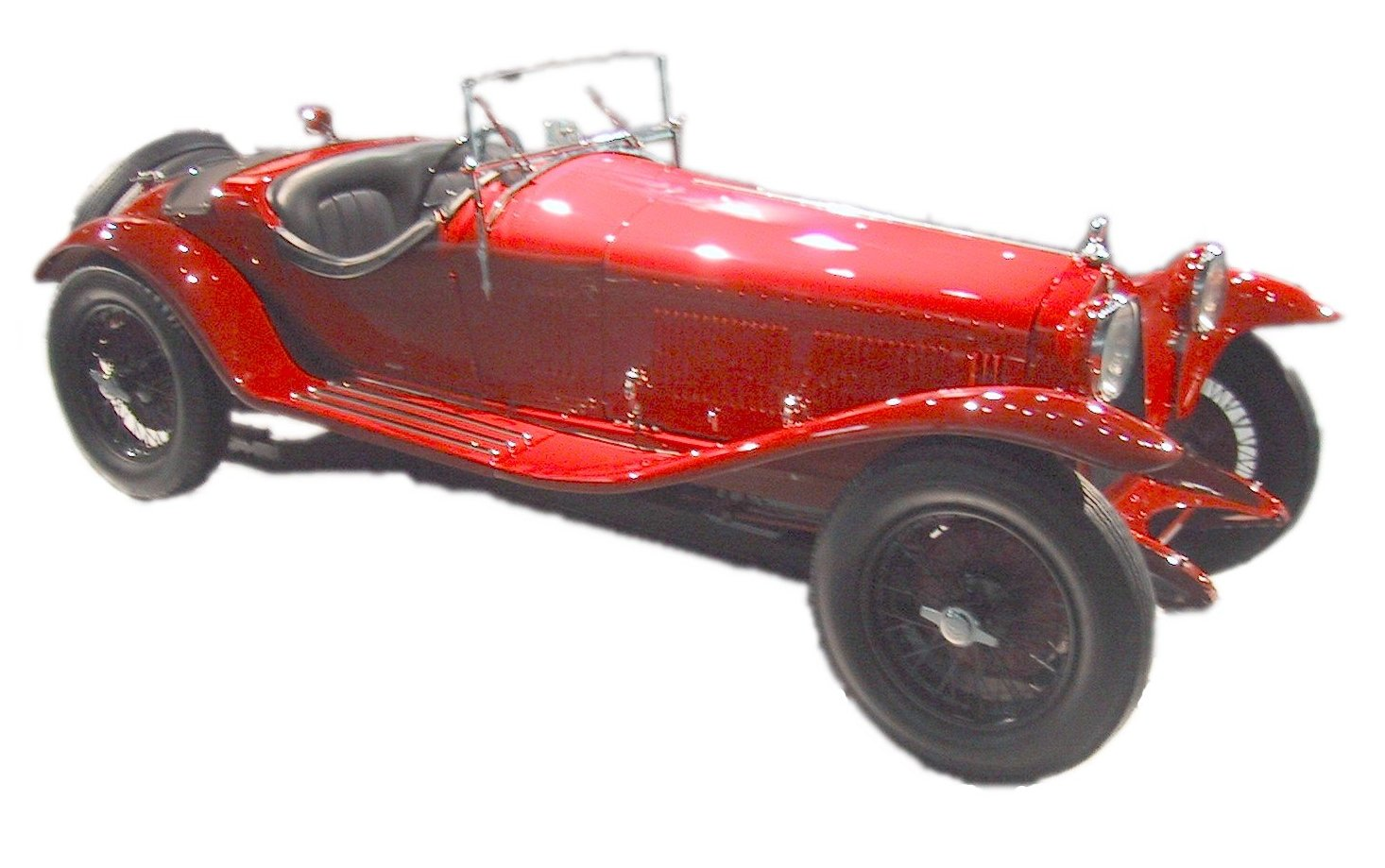
Alfa Romeo 6C vann Mille Miglia 1929.

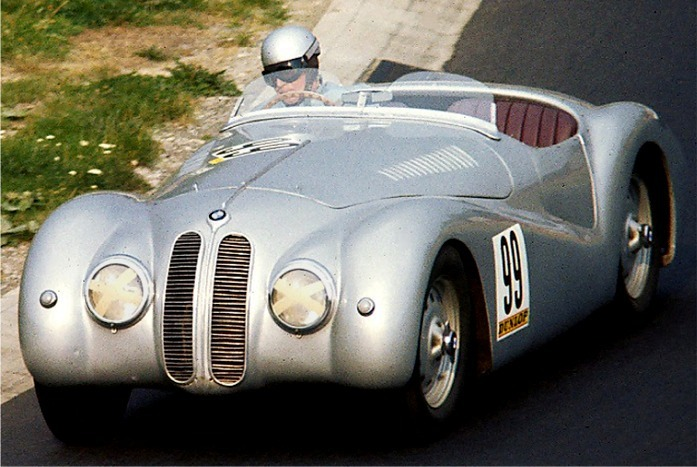
BMW 328 vann Mille Miglia 1940.

Tävlingen kördes första gången 1927, sedan staden Brescia ”förlorat” Italiens Grand Prix till Monza. Namnet syftar på distansen, 1 000 engelska mil, ca 1 600 km. Tävlingen startade i Brescia och gick via Bologna till Rom, sedan till Pesaro och Padua med målgång i Brescia.  Efter en olycka 1957 med 12 omkomna, bland dem den spanske föraren Alfonso de Portago, stoppades tävlingen. 
Mille Miglia vanns i regel av italienska biltillverkare, men vid tre tillfällen vann utländska tillverkare: Mercedes-Benz 1931 och 1955, samt BMW 1940.
Sedan 1982 körs en historisk racingtävling under samma namn, för bilar tillverkade mellan 1927 och 1957.

## Vinnare
| År             | Förare                                       | Bil                   | Medelhastighet |                |
| -------------- | -------------------------------------------- | --------------------- | -------------- | -------------- |
| 1927           | Ferdinando Minoia Giuseppe Morandi           | OM 665 S              | 77,22 km/h     |                |
| 1928           | Giuseppe Campari Giulio Ramponi              | Alfa Romeo 6C-1500    | 84,10 km/h     |                |
| 1929           | Giuseppe Campari Giulio Ramponi              | Alfa Romeo 6C-1750    | 89,67 km/h     |                |
| 1930           | Tazio Nuvolari Battista Guidotti             | Alfa Romeo 6C-1750    | 100,43 km/h    |                |
| 1931           | Rudolf Caracciola Wilhelm Sebastian          | Mercedes-Benz SSK     | 101,13 km/h    |                |
| 1932           | Baconin Borzacchini Amedeo Bignami           | Alfa Romeo 8C-2300    | 109,86 km/h    |                |
| 1933           | Tazio Nuvolari Decimo Compagnoni             | Alfa Romeo 8C-2300    | 108,54 km/h    |                |
| 1934           | Achille Varzi Amedeo Bignami                 | Alfa Romeo 8C-2600    | 114,29 km/h    |                |
| 1935           | Carlo Maria Pintacuda Alessandro Della Stufa | Alfa Romeo Tipo B     | 114,72 km/h    |                |
| 1936           | Antonio Brivio Carlo Ongaro                  | Alfa Romeo 8C-2900A   | 121,59 km/h    |                |
| 1937           | Carlo Maria Pintacuda Paride Mambelli        | Alfa Romeo 8C-2900A   | 114,72 km/h    |                |
| 1938           | Clemente Biondetti Aldo Stefani              | Alfa Romeo 8C-2900B   | 135,37 km/h    |                |
| 1939           | Ingen tävling                                | Ingen tävling         | Ingen tävling  | Ingen tävling  |
| 1940           | Huschke von Hanstein Walter Baumer           | BMW 328               | 166,69 km/h    |                |
| 1941 till 1947 | Inga tävlingar                               | Inga tävlingar        | Inga tävlingar | Inga tävlingar |
| 1947           | Clemente Biondetti Emilio Romano             | Alfa Romeo 8C-2900B   | 110,43 km/h    |                |
| 1948           | Clemente Biondetti Giuseppe Navone           | Ferrari 166 S         | 120,93 km/h    |                |
| 1949           | Clemente Biondetti Ettore Salani             | Ferrari 166 MM        | 131,18 km/h    |                |
| 1950           | Giannino Marzotto Marco Crosara              | Ferrari 195 S         | 123,56 km/h    |                |
| 1951           | Luigi Villoresi Pasquale Cassani             | Ferrari 340 America   | 121,51 km/h    |                |
| 1952           | Giovanni Bracco Alfonso Rolfo                | Ferrari 250 S         | 128,56 km/h    |                |
| 1953           | Giannino Marzotto Marco Crosara              | Ferrari 340 MM        | 142,32 km/h    |                |
| 1954           | Alberto Ascari                               | Lancia D24            | 139,61 km/h    |                |
| 1955           | Stirling Moss Denis Jenkinson                | Mercedes-Benz 300 SLR | 157,62 km/h    |                |
| 1956           | Eugenio Castellotti                          | Ferrari 290 MM        | 137,41 km/h    |                |
| 1957           | Piero Taruffi                                | Ferrari 315 S         | 152,63 km/h    |                |